# Morti nel 138
| Questa pagina contiene informazioni ricavate automaticamente dalle voci biografiche con l'ausilio del template Bio e di un bot. L'aggiornamento è periodico e automatico e ricostruisce completamente la pagina. Se manca una persona in questa lista, sei pregato di non aggiungerla, ma accertati piuttosto che la sua voce biografica contenga il template Bio e che i dati anagrafici siano correttamente compilati. Se il template Bio manca, inseriscilo tu stesso o, in alternativa, metti l'avviso {{tmp\|Bio}} che ne segnala la mancanza. Se i dati riportati sono sbagliati, correggi direttamente la voce biografica; le modifiche saranno visibili in questa lista entro pochi giorni. Per chiarimenti vedi il progetto biografie. La lista contiene solo le 6 persone che sono citate nell'enciclopedia e per le quali è stato implementato correttamente il template Bio. Pagina aggiornata al 28 dic 2024. |

- 1º gennaio - Lucio Elio Cesare, politico e militare romano (n. 101)
- 10 luglio - Adriano, imperatore romano (n. 76)
- 1º settembre - Terenziano di Todi, vescovo romano
- Carpocrate, filosofo e predicatore egizio
- Castriciano, vescovo e santo romano
- Marco Annio Vero, politico romano